# ديلي تايمز
ديلي تايمز هي صحيفة باكستانية تصدر باللغة الإنجليزية. صدرت في 9 أبريل 2002، نُشرت في وقت واحد في لاهور وإسلام آباد وكراتشي. وكانت الصحيفة مملوكة لمحافظ البنجاب وعضو حزب الشعب الباكستاني سلمان تيسير.

## طاقم العمل وكتاب الأعمدة
ديلي تايمز هي صحيفة تدافع عن الأفكار الليبرالية والعلمانية. من بين المساهمين وكتاب الأعمدة البارزين في صحيفة ديلي تايمز ما يلي:
- سيد وجاهات علي
- افتخار احمد
- أسد إعجاز بات
- ظفر هلالي
- حسن خان[5]
- لال خان[6]
- حيدر رفعت [7]
- فرمان نواز
- حسن عسكري رضوي
- فراز سعيد [8]
- حيدر شاه
- خالد شيخ
- عبيد سهيل
- علي طاهر [9]
- صباح الدين

## وصلات خارجية
- الموقع الرسمي